# Iconoclasts
Iconoclasts (срп. Иконоборци, МФА: /aɪˈkɑnəˌklæsts/) стилизовано као ICONOCLΔSTS је независна дводимензионална платформерска видео-игра са елементима логике која припада жанру метроидвдејнија, креирана од стране шведског програмера и уметника Јоакима Сандберга који је радио под песудонимом Конџак. Игру је у целости развио Конџак, а објавила ју је норвешка компанија Bifrost Entertainment.
Игра је изашла 23. јануара 2018. године на платформама PC, Linux, macOS, Playstation4 и  Playstation Vita, после осмогодишњег развоја. Другог августа 2018. године, игра је постала доступна за Nintendo Switch, а 23. јануара 2020. године и за конзолу Xbox One.
Радња игре прати Робин, наивну и храбру механичарку, која уз помоћ својих пријатеља покушава да обори корумпирани култни религијски систем који црпи животну енергију из земље и тиме уништава животну средину.
Iconoclasts је хваљена од стране критичара због своје приче, карактера и музике. Игра је такође номинована за награду "Fan Favorite Indie Game" на фестивалу игара Gamer's Choice Awards 2018. године. Веб-сајт за видео-игре the Thrillist рангирао је Iconoclasts као двадесет и седму на својој листи тридесет најбољих игара које су изашле током 2018. године.

## Начин игре
Iconoclasts је дводимензионални платформер са елементима логичких игара и елементима метроидвејнија. Играч контролише Робин, карактера који поседује француски кључ којим решава мозгалице. Начин игре је мешавина елемената платформинга, борбе са непријатељима, и решавања мозгалица. Игра има фокус на борбу са непријатељима, и садржи преко 20 уникатних борби против "шефова" (енг. Boss fight).
Робин започиње игру са кључем којим може убијати непријатеље, завртати шрафове, качити се на одређене платформе, и касније, наелектрисати своје тело. Такође, Робин отпочетка има приступ пиштољу за омамљивање који се не мора циљати, који убија све непријатеље без оклопа. Касније током игре, Робин добија пиштољ са гранатама, који испаљује експлозивне метке, и узурпатор пиштољ, који омогућава Робин да замени места са специфичним предметима и непријатељима у околини.
У одређеним поглављима, играч преузима контролу над споредним карактерима, као што су Робинин брат Елро, и Робинина другарица Мина.
Скривени у сваком пределу су ковчези са материјалима, које Робин може претворити у "поправке" (енг. Tweaks) на одређеним станицама које може пронаћи у току игре. Ове поправке дају одређене способности Робин, али се ломе када Робин прими ударац, и морају се напунити пре коришћења.

## Развој игре
Јоаким Сандберг започео је рад на игри почетком 2010. године, док је идеја о игри настала 2007. године. Сандберг је прво започео рад на игри Ivory Springs која је у својим механикама и начину играња била идентична игри Iconoclasts. Он је крајем 2007. године одустао од рада на игри Ivory Springs да би онда 2010. године, преточио ту игру у оно што је евентуално постало Iconoclasts.
Сандберг је у интервјуу са сајтом PC Gamer рекао да му је инспирација за уметност игре била видео-игра Monster World 4, док је начин игре био инспирисан игром Metroid Fusion из франшизе игара Metroid. Игра је најављена 2011. године, са предвиђеним датумом објављивања током 2016. године. Игра је доспела на Steam Greenlight 2015. године, и исте године су најављени портови игре на конзоле Playstation4 и Playstation Vita који су настали у сарадњи Сандберга са норвешком компанијом за издавање видео-игара - Bifrost Entertainment.
Почетком 2017. године, прави датум изласка је заказан за почетак 2018. године.
Сандберг је о рекао да је више пута губио мотивацију за рад на игри, поготово 2014. године, али да је био мотивисан идејом да ако престане да ради на игри, протраћио је пет година свог живота. Игра је такође требала да садржи још више појачања (енг. power-up), али је Сандберг одлучио да жели да опсег игре остање мањи.
Демо видео-игре објављен је на њеном званичном веб-сајту. У фебруару 2018. године, Јоаким је објавио музику из игре на сајту Bandcamp.

## Музика
Музика игре Iconoclasts у целости је компонована од стране Јоакима Сандберга и сачињена је од педесет и једне уникатне песме. Сандберг је музику игре креирао скидањем различитих аудио библиотека базираних на различитим инструментима, и мешањем њих са плагиновима за генерацију звука у аудио софтверу Reason шведске компаније Propellerhead. У фебруару 2018. године, музика из игре је у својој целости постала доступна на сајту Bandcamp као и на засебној Steam страници под називом Iconoclasts Soundtrack - Birdsong. На сајту Спотифај, музика игре је објављена у два албума, Iconoclasts Sedated и Iconoclasts Excited. Први албум садржи мирније песме из игре, док други садржи енергетичније песме.

## Рецензије
Iconoclasts је добила претежно позитивне оцене од критичара. Они су највише хвалили причу игре, њене карактере, музику и пикселизовани уметнички стил, а критиковали њен борбени систем и елементе инспирисане метроидвејнијама. 
Дарко Михоковић, новинар за веб-сајт и часопис Свет Компјутера је о игри рекао: "Iconoclasts је прави празник за очи и уши [...] и Сандбергу заиста треба скинути капу као свестраном виртуозу дигиталне уметности." Михоковић је игри дао скор од 85 на скали од 1 до 100.
Магазин The Guardian дао је игри четири звездице и рекао је: "[Iconoclasts] је савршена игра за викенд: разиграна, забавна, и изазовна, али не превише тешка."
Енди Кели, новинар за сајт PCGamer, дао је игри скор од 78 и о њој написао: "Iconoclasts је океј игра која нуди истовремено прецизно платформисање и пуцање, и неке веома паметне мозгалице."
На веб-сајту IGN, новинар Џеј Периш, дао је игри скор од 8.4 и рекао је: "Ово је чудновата, комплексна игра која је, изненађујуће, другачија од других игара из овог жанра." На агрегатном сајту Metacritic, игра има скор од 87, са просечном оценом играча 8. На сајту GameInformer игра је добила оцену 9, а на сајту Destructoid 9.5.
Iconoclasts је номинована за награду "Fan Favorite Indie Game" на фестивалу игара Gamer's Choice Awards 2018. године, али је та награда припала видео-игри Subnautica.